# 前沿 (超級電腦)
Frontier（OLCF-5）是由克雷公司和AMD建造，托管于美国田纳西州橡树岭国家实验室的超级计算机，它基于Cray EX架构，是Summit（OLCF-4）的继任者，也是全球首台百京(百亿亿)级计算机。2022年5月，Frontier获得超级计算机运算速度全球排名第一名。目前运营性能达到了每秒1.353百京次每秒浮点运算次数（PFlop/s），其性能代表了TOP500 2022年6月榜单计算能力的四分之一。

## 介绍
Frontier的设计目标计算性能是大于1.5 百京每秒浮点运算次数（PFlop/s）。预计成本6亿美元。
Frontier计算系统被安装在74个19英寸（48厘米）机柜中，每个机柜安装了64个包含了2个节点的刀片服务器，每个节点带有1个高性能和AI计算负载优化的AMD EPYC 7453s 64核CPU和4个AMD Radeon Instinct MI250X GPU，整套系统包括9,472个CPU和37,888个GPU，总计CPU内核数达606,208个，GPU内核数达8,335,360个。现今Frontier的功率为22,703千瓦，为降低其在运行时产生的热量，该系统配备水冷系统散热，其水冷系统拥有四个大功率水泵，每分钟可推动超过25吨水在机器周围流动。Frontier採用慧與科技子公司克雷公司開發的Cray OS做為作業系統。 
由于Frontier对美国国防的重要性，为避免在该超级计算机的组装期间受零件短缺影响，橡树岭国家实验室与美国能源部科学办公室所属的高级科学计算研究办公室（Advanced Scientific Computing Research，ASCR）合作，引用《國防生產法》来采购这些部件，为这些部件获得了国防优先和分配系统 (DPAS) 评级。